# متا-کلروپروکسی‌بنزوئیک اسید
متا-کلروپروکسی‌بنزوئیک اسید (به انگلیسی: Meta-Chloroperoxybenzoic acid) با فرمول شیمیایی C۷H۵ClO۳ یک ترکیب شیمیایی است. که جرم مولی آن ۱۷۲٫۵۷ g/mol می‌باشد. شکل ظاهری این ترکیب، پودر سفید است.